# Lingua cree orientale
La Lingua cree orientale è una delle lingue cree (anche detta Cree-Montagnais), appartenenti alla famiglia delle Lingue algonchine parlata in Quebec (Canada) lungo la costa orientale della Baia di Hudson e della Baia di James, e nei territori più interni adiacenti.

## Suddivisioni
Alcuni studiosi hanno ritenuto di identificare quattro dialetti:
- - Dialetto Meridionale Interno (Iyiniw-Ayamiwin), parlato nel Quebec nelle zone di Mistissini, Oujé-Bougoumou, Waswanipi e Nemaska;
- - Dialetto Meridionale della Costa (Iyiyiw-Ayamiwin) parlato nelle zone di Nemaska, Waskaganish ed Eastmain, sempre in Quebec;
- -Due dialetti settentrionali: 
  - - Dialetto Settentrionale della Costa (Iyiyiw-Ayimiwin), parlato nella piccole comunità di Wemindji e Chisasibi sulla costa della Baia di James;
  - - Dialetto Settentrionale della Costa parlato a Whapmagoostui, che è considerato il più settentrionale villaggio Cree.

Secondo Ethnologue invece, bisognerebbe parlare di due Lingue Cree Orientali, (tra parentesi i codici linguistici ISO 639) :
- Lingua cree nord-orientale [crl], parlata da circa 5300 persone, stanziate tra il Quebec centro-occidentale, la costa est della bassa Baia di Hudson Bay e la James Bay[2].
- Lingua cree sud-orientale [crj], parlata da 7300 persone tra la costa sudorientale della James Bay, ad est del lago Mistissini. Nelle comunità della costa di Waskaganish ed Eastmain. Nell'interno a Mistissini, Waswanipi, Nemaska, Ouje-Bougoumo[3].

I dialetti sono mutuamente intelligibili, anche se al crescere della distanza tra le comunità aumentano le difficoltà di comprensione.

## Pericolo di estinzione
La Lingua cree orientale non è considerata in pericolo d'estinzione perché vi sono molti locutori in giovane età (Mela S.; Mali A. 2009), esistono tuttavia, una serie di programmi di   rivitalizzazione. 
Uno di questi è un esperimento di programma bilingue Cree/Francese, alla scuola elementare di Thompson, Manitoba 